# Natalla Padolska
Natalla Padolska (biał. Наталля Падольская; ur. 20 maja 1982 roku w Mohylewie) – białoruska piosenkarka, reprezentantka Rosji w 50. Konkursie Piosenki Eurowizji (2005).

## Życiorys

### Wczesne lata
Urodziła się w Mohylewie na Białorusi. Ma siostrę-bliźniaczkę, Julianę. Jako dziewięciolatka zaczęła naukę gry na fortepianie w szkole muzycznej. 
Od 1999 do 2004 roku studiowała prawo w prywatnym Białoruskim Instytucie Prawa.

### Kariera
Była członkinią zespołu Studio W, działającego w Szkole Muzyki i Choreografii w Mogylewie. Jako nastolatka wygrała pierwszą nagrodę na festiwalach Zornaja rostań i Mahutny Boża. Regularnie brała udział w konkursach muzycznych organizowanych przez lokalne rozgłośnie radiowe oraz stacje telewizyjne. Na przełomie 2002/2003 roku została finalistką festiwalu On the Crosses of Europe.

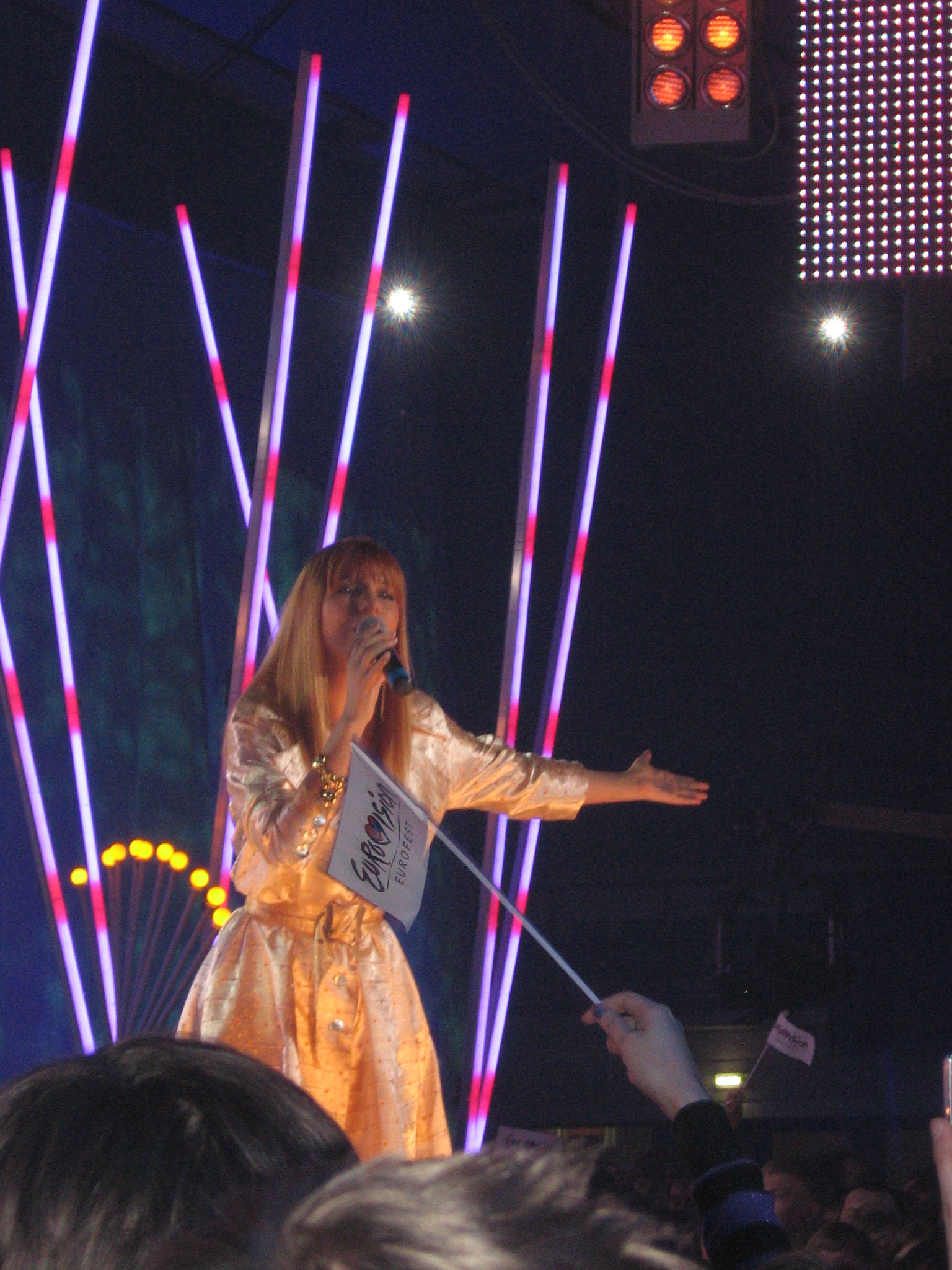
Natalla Padolska podczas koncertu, 2008

W 2002 roku przeprowadziła się do Moskwy, gdzie dołączyła do składu Moskwiewskiego Instytutu Sztuki Współczesnej. W tym samym roku wystąpiła na Międzynarodowym Festiwalu Sztuk „Słowiański Bazar” w Witebsku oraz w konkursie Universetalent Prague 2002 w Pradze, gdzie zdobyła nagrody za wygraną w dwóch kategoriach: Najlepsza piosenka i Najlepsza piosenkarka. Na początku 2003 roku odrzuciła zaproszenie do udziału w brytyjskich eliminacjach eurowizyjnych z piosenką „Unstoppable” Ryana Lobshea i Michaela Jaya, tłumacząc decyzję chęcią reprezentowania jedynie swojego kraju.
W 2004 roku wystąpiła w białoruskich selekcjach eurowizyjnych z utworem „Lubow nie ostanowit´”. 31 stycznia wystąpiła w finale selekcji i zajęła w nich drugie miejsce w głosowaniu telewidzów. Po konkursie udzieliła wywiadu, w którym wyznała, że ma fizyczne dowody na to, że wygrała głosowanie publiczności. W tym samym roku wzięła udział w przesłuchaniach do piątej edycji programu Fabrika zwiozd, będącego rosyjską wersją formatu Star Factory. Pomyślnie przeszła castingu, a podczas nich poznała Wiktora Drobysza, popularnego w kraju producenta i autora piosenek. Z jego pomocą nagrała materiał na swój debiutancki album studyjny, zatytułowany Pozdno, który ukazał się w grudniu 2004 roku.
W 2005 roku zgłosiła się do udziału w rosyjskich eliminacjach eurowizyjnych z utworem „Nobody Hurt No One”. 11 lutego wystąpiła w drugim półfinale selekcji i z pierwszego miejsca awansowała do finału, rozgrywanego 25 lutego. Zajęła w nim pierwsze miejsce po zdobyciu największego poparcia telewidzów (20,2% głosów), zostając reprezentantką Rosji w 50. Konkursie Piosenki Eurowizji w Kijowie. Dzięki zajęciu miejsca w pierwszej dwunastce przez Julija Sawiczewa podczas konkursu w 2004 roku,Natalla miała zapewnione miejsce w stawce finałowej kolejnego widowiska. 21 maja wystąpiła w finale konkursu, odbywającego się w Pałacu Sportu, i zajęła 15. miejsce z wynikiem 57 punktów, w tym m.in. z maksymalną notą 12 punktów z Białorusi.
W 2011 roku wydała singiel „Zima”, a w 2013 – utwór „Kissłorod”, który nagrała w duecie z Władimirem Priesniakowem. W tym samym roku wydała swój pierwszy album kompilacyjny, zatytułowany Sbornik.
W październiku 2013 roku wydała drugi album studyjny, zatytułowany Intuicyja.

## Dyskografia

### Albumy studyjne
- Pozdno (2004)
- Intuicyja (2013)

### Albumy kompilacyjne
- Sbornik (2013)